# Breathe (Taylor Swift-låt)
"Breathe" är en countrypoplåt framförd av de amerikanska sångerskorna Taylor Swift och Colbie Caillat. Sången skrevs av Swift och Caillat och producerades av Nathan Chapman och Swift. Sången släpptes den 21 oktober 2008 av Big Machine Records som marknadsföringssingel från Swift's andra studioalbum Fearless. Sången skrevs om nedgången när man inte har någon att skylla på. Musikaliskt, så är låten driven av en akustisk gitarr.
Sången mottog gynnsamma svar från musikkritiker. "Breathe" nominerades för en Grammy som Best Pop Collaboration with Vocals, men den förlorade dock mot Jason Mraz och Caillat's duett "Lucky". "Breathe" debuterade som #87 på Billboard Hot 100.

## Bakgrund
Swift var väldigt förtjust i Colbie Caillats debutalbum från 2007, Coco. Swift förklarade, "När den kom ut så blev jag förälskad i sättet som hon skapade musik." Swift kontaktade senare hennes later contacted her förvaltning och frågade om hon kunde få skriva en låt med Caillat. De bekräftade att Caillat skulle vara tillgänglig vid en kommande konsert i Nashville, Tennessee och, av en ren slump, så hade Swift semester samma dag. Enligt Swift så handlar "Breathe" om att splittras från någon, men utan att ha någon att skylla på. Swift ansåg att scenariot var en av de svåraste avskeden, "när det är ingens fel. Det måste bara ta slut."